# جب أنطاش فوقاني
جب أنطاش فوقاني قرية سوريّة تتبع إداريّاً لمحافظة حلب منطقة السفيرة ناحية الحاجب، بلغ تعداد سكانها (104) نسمة حسب التعداد السكاني لعام 2004.